# Транстелеком
«Транстелеко́м» (ТТК, стилизовано как ТрансТелеКом) — российская телекоммуникационная компания. Полное наименование — Акционерное общество «Компания Транстелеком». Штаб-квартира — в Москве.
Компания ТТК входит в число крупнейших магистральных операторов связи и в пятерку компаний, предоставляющих услуги ШПД на территории РФ.. Основной акционер ТТК — ОАО «РЖД», владеет 99,99 % акций Компании. Компания является одним из основных поставщиков магистральных услуг связи для операторов и крупнейших корпораций России, а также одним из лидеров среди провайдеров услуг широкополосного доступа в Интернет, телевидения и телефонии для конечных пользователей в регионах. Абонентская база ТТК составляет 1,8 млн абонентов.
ТТК эксплуатирует и обслуживает волоконно-оптическую линию связи протяженностью более 78 000 км и пропускной способностью более 4,2 Тбит/с. Трансконтинентальная магистраль TTK Eurasia Highway имеет соединения с сетями связи практически всех соседних стран, включая Китай, Японию, Монголию, КНДР, Финляндию, страны Балтии и СНГ и является оптимальным маршрутом между Европой и Азией.

## История

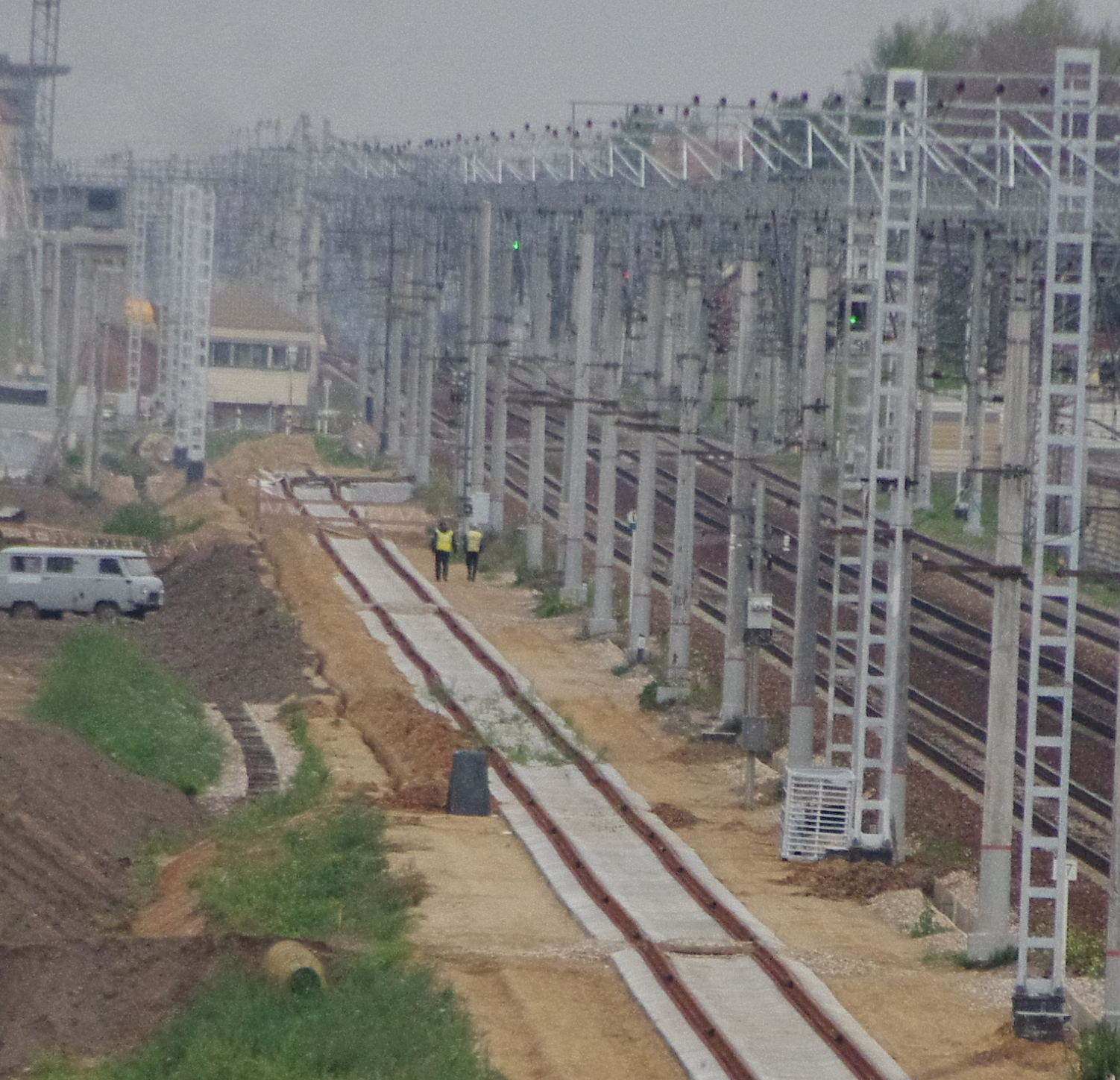
Электрифицированные железные дороги бывшего СССР имели подготовленную инфраструктуру для протягивания новой сети связи

ЗАО «Компания Транстелеком» было основано 27 февраля 1997 года по инициативе МПС России с целью строительства магистральной цифровой сети связи для нужд российских железных дорог.
За три года ТТК построил в полосе отвода железных дорог волоконно-оптическую сеть протяженностью 45 тыс. км, соединившую 974 населенных пункта в 71 регионе России. 13 октября 2001 года ТТК официально приступил к коммерческой эксплуатации своей магистральной сети.
В апреле 2002 года ТТК вышел на рынок услуг организации и сопровождения виртуальных частных сетей (VPN) по технологии MPLS и IP-транзита. Среди первых клиентов ТТК был Интернет-провайдер «Корбина Телеком».
В 2003 году выручка компании увеличилась в 2,5 раза, до 100 млн долларов США, число корпоративных клиентов достигло 1 тыс.. В октябре 2003 года ТТК был удостоен премии РБК «Компания года» в сфере телекоммуникаций.
По итогам 2004 года ТТК занял 40 % рынка аренды междугородных каналов связи, 12 % рынка аренды наземных международных каналов связи, 30 % рынка в сегменте технологии IP VPN, позволяющей создавать мультисервисные корпоративные сети, а также 45 % регионального рынка магистрального доступа в Интернет.
В феврале 2005 года ТТК стал участником крупнейшей европейской точки обмена Интернет-трафиком «London Internet Exchange» (LINX). В июле 2005 года ТТК стал пятым оператором в России, получившим право оказания услуг дальней связи (после «Ростелекома», «Центринфокома», «Голден Телекома» и МТТ).
В мае 2006 года ТТК модернизировал и сдал в эксплуатацию сеть по технологии DWDM.
В декабре 2007 года ТТК и японская компания NTT Communications завершили строительство подводной волоконно-оптической кабельной системы HSCS (Hokkaido-Sakhalin Cable System, «Кабельная система Хоккайдо-Сахалин») протяженностью 570 км. На HSCS была возложена функция альтернативной трансконтинентальной магистрали для доставки данных из Европы в Азию (ранее для обмена данными между Европой и Азией использовались преимущественно магистрали, проложенные по дну Индийского океана).
В 2008 году компания объявила о выходе на розничный рынок связи. В феврале 2008 года «Транстелеком» начал предоставлять населению услуги широкополосного доступа в Интернет, в июне — услуги международной и междугородной телефонной связи. В этом же году структуры компании приступили к подготовке оказания населению услуг местной телефонной связи.
К маю 2009 года ТТК охватил сетями FTTB 40 городов, в том числе все города-миллионеры кроме Москвы. Компания предоставила широкополосный доступ в Интернет 3,5 тыс. юридических лиц и 25 тыс. частных клиентов. В августе 2009 года ТТК начал предоставлять услуги цифрового телевидения.
В январе 2011 года была утверждена новая стратегия, предусматривающая в том числе увеличение доли компании на рынке широкополосного доступа в Интернет до 15 %. В июле 2011 года ОАО «РЖД» передало в эксплуатацию «Транстелекому» дополнительно 22 тыс. км ВОЛС, в результате чего магистральная сеть компании увеличилась практически в полтора раза — с 53 тыс. км до 75 тыс. км..
В мае 2012 года ТТК приступил к оказанию услуг кабельного телевидения.
В конце 2012 года Компания ТТК завершила строительство и ввела в эксплуатацию первую в истории Республики Саха (Якутии) волоконно-оптическую линию связи на участке Тында — Якутск, а также создала инфраструктуру доступа в Якутске и Нерюнгри и вышла на рынок этих городов, предложив жителям принципиально новое качество связи.
В ноябре 2013 года ТТК стал лидером по относительному приросту розничной абонентской базы по итогам III квартала, по данным исследовательской компании iKS-Consulting. Прирост абонентской базы ТТК по услуге ШПД составил 39 % по сравнению с III кварталом 2012 года.
В ноябре 2014 года ТТК завершил основной этап реорганизации дочерних обществ и перевода их в статус филиалов, став единой компанией с филиальной структурой управления.
В 2014 году были запущены первые коммерческие сети беспроводного широкополосного интернет-доступа по технологии WiMax в пяти городах России: Костроме, Ельце, Ухте, Балаково и Энгельсе.
По итогам 2015 года абонентская база ТТК достигла 1,9 миллиона россиян. Прирост абонентской базы ТТК с начала 2015 г. составил 6 %. За пять лет, с конца 2010 г., совокупная розничная абонентская база ТТК увеличилась в 9 раз. С начала реализации в 2011 г. стратегии по развитию розничного бизнеса компанией ТТК были построены сети в 250 городах России с общим покрытием более 6 млн домохозяйств.
В марте 2016 года ТТК изменил фирменное наименование в соответствии с законодательством с закрытого акционерного общества (ЗАО) на акционерное общество (АО).
В 2016 году ТТК реализовал три крупных проекта для ОАО «РЖД»:
1. 160 железнодорожных вокзалов по всей России соединены в единую защищенную виртуальную сеть VPLS, обеспечивающую высокую безопасность работы корпоративных информационных систем[34].
2. На 107 крупнейших вокзальных комплексах России предоставляется бесплатный Wi-Fi доступ от «Транстелекома», ежемесячно им пользуется порядка 130 тысяч пассажиров[35].
3. В сентябре на Московском центральном кольце «Транстелеком» запустил 22 базовые станции по технологии GSM-R для связи машинистов с диспетчерами[36].

Также в 2016 году ТТК модернизировал магистральную сеть от Москвы до Азербайджана, продлив её на 380 км и обеспечив пропускную способность 100 Гбит/с на всем протяжении.
Совместно с оператором «Белтелеком» был запущен новый кратчайший маршрут IP-трафика пропускной способностью 240 Гбит/с из Франкфурта в Москву.
Также «Транстелеком» первым провел ВОЛС в город Лабытнанги за Полярным кругом: участок протяженностью 203 км имеет общую пропускную способность 10 Гбит/с.
В феврале 2017 года в рамках соглашения магистральная сеть Транстелекома подключена к Северной цифровой магистрали (Northern Digital Highway) финской компании Cinia Group, которая обеспечивает маршрут для передачи данных от крупных узлов обмена трафика в Центральной Европе до границы между Финляндией и Россией. Соединение сетей ТТК-Cinia добавляет к существующим трансграничным маршрутам ТТК новый независимый оптический путь с минимальным временем задержки до центра Европы. По новому маршруту направлен IP-трафик клиентов Северо-Западного региона России, что сократило круговую задержку Франкфурт-Санкт-Петербург на 40 %, до 24 мс.
Весной 2017 года ТТК запустил поддержку пользователей через мессенджеры Viber и Telegram.
В конце марта 2017 года Транстелеком завершил процесс перевода всего международного магистрального трафика на собственную транснациональную сеть Long Haul DWDM, протяженностью 20000 км и емкостью до 80 оптических каналов пропускной способностью 100G каждый. Резервное переключение каналов в случае возникновения форс-мажора на сети обеспечивается менее чем за 50 миллисекунд.
В октябре 2017 года ТТК и крупнейший оператор сетей фиксированной связи в мире China Telecom успешно запустили масштабный проект по созданию первого наземного высокоскоростного телекоммуникационного маршрута емкостью 100 Гбит/с из Китая в Европу. По каналу будут передаваться большие объёмы азиатского трафика в крупнейшую точку обмена во Франкфурт.
В ноябре 2017 года ТТК организовал для клиентов ОАО «РЖД» единый контакт-центр в Ростове-на-Дону для приема звонков от перевозчиков грузов и пассажиров «Российских железных дорог». Используемые технологические решения предоставляют возможность обработки до 8000 вызовов в час и не менее 2 000 000 вызовов в месяц.
В декабре 2017 года завершился масштабный проект по строительству объектов цифрового наземного телерадиовещания в рамках реализации федеральной целевой программы «Развитие телерадиовещания в Российской Федерации на 2009—2018 годы» в Республике Саха (Якутия). АО «Компания Транстелеком» в рекордные сроки в тяжелых географических и климатических условиях запустила в эфирное вещание 150 телевизионных станций на территории региона. 95 % жителей Якутии получили доступ к цифровому ТВ и радио.
Летом 2018 года к старту Чемпионата мира FIFA 2018 в России компания Транстелеком реализовала возможность авторизации в Wi-Fi сетях на железнодорожных вокзалах городов-организаторов по номеру проездного документа.
В ноябре 2018 года ОАО «РЖД», Банк ВТБ и АО «Компания Транстелеком» заключили трехстороннее соглашение о сотрудничестве по реализации нового проекта — Единой транспортной карты РЖД (ЕТК РЖД).
В марте 2019 года TрансTелеKом совместно с NTT Communications запустил между Японией и Европой первый канал связи пропускной способностью 100 Гбит/с.
В марте 2019 года ТТК запустил партнёрскую программу для операторов фиксированной связи по схеме FVNO (Fixed Virtual Network Operator). Основным партнером стал оператор «Билайн».
В августе 2019 года Транстелеком выиграл государственные аукционы на подключение к интернету порядка 7000 социально значимых объектов в Краснодарском и Забайкальском краях, в Ростовской и Курской областях.
В апреле 2020 года Транстелеком включен в перечень системообразующих организаций российской экономики.
В мае 2020 года проекты Транстелекома вышли в финал международной премии CX World Award.
В августе 2020 года ТТК внедрил интегрированные посты автоматизированного приёма и диагностики подвижного состава (ППСС) для ОАО «РЖД».
В октябре 2020 года компания Транстелеком разработала и внедрила на ряде транспортных объектов технологию интеллектуального видеонаблюдения на основе нейросетей.
В октябре 2020 года ТТК с выполнил все обязательства в рамках нацпрограммы «Цифровая экономика» по подключению социально значимых объектов в 2020 году.
В феврале 2021 года Компания объявила о реорганизации АО «Компания Транстелеком» и ООО «ТТК-Связь». Предоставление услуг связи с «26» февраля 2021 года осуществляется ООО «ТТК-Связь» — оператором связи, входящим в Группу компаний Транстелеком и специализирующимся на предоставлении услуг физическим лицам.

## Собственники и руководство
Основным акционером ТТК является ОАО «Российские железные дороги», владеющее 99,9 % уставного капитала компании.
Генеральный директор компании — Роман Васильевич Кравцов, назначен 25 января 2016 года советом директоров АО «Компания Транстелеком». Свою карьеру в отрасли связи Роман Кравцов начинал в Новосибирске в «Ростелекоме».
. Под руководством Романа Кравцова была сформирована новая управленческая команда, начата подготовка новой стратегии и проведен комплекс мероприятий, направленных на повышение операционной эффективности бизнеса ТТК в целом. Так, увеличилась доля компании на рынке международного транзита данных по нескольким направлениям: в Китае с 48 % до 51 %, в Азербайджане — с 15 % до 40 %. За год выручка компании в операторском сегменте увеличилась на 650 млн рублей. В феврале 2019 года Совет директоров АО «Компания Транстелеком» продлил полномочия Генерального директора Романа Кравцова до января 2022. С 2017 года Роман Кравцов ежегодно входит в рейтинг «Топ-1000 российских менеджеров» в категории «Высшие руководители», который формируется Ассоциацией менеджеров России при консультационной поддержке ИД «Коммерсантъ».
Председатель совета директоров ТТК — директор по информационным технологиям ОАО «РЖД» Чаркин Евгений Игоревич.

## Деятельность

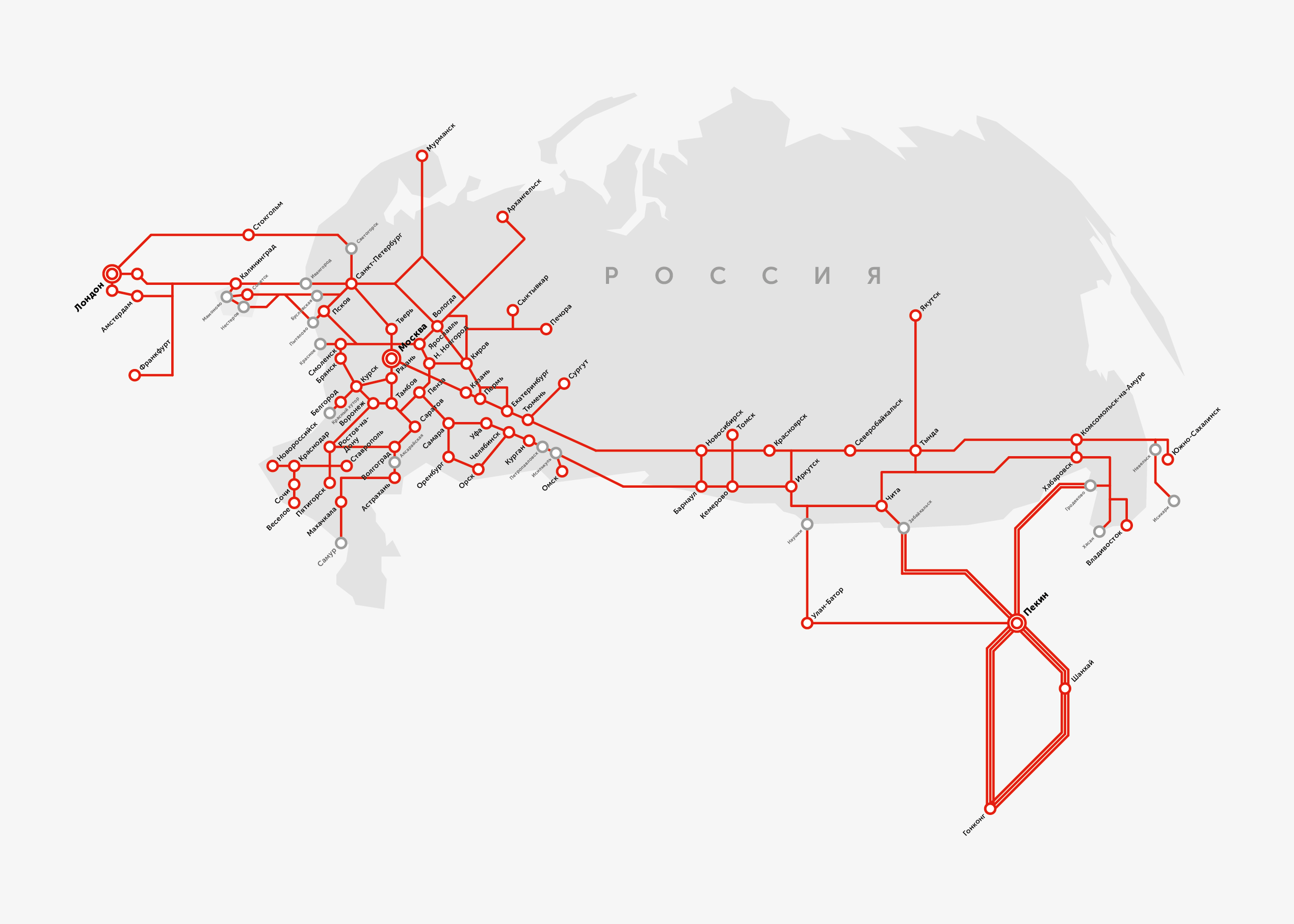
Магистральная сеть Транстелеком

### Магистральные каналы связи
«Транстелеком» предоставляет в пользование коммерческим организациям, государственным учреждениям и ведомствам, операторам электросвязи, сотовым операторам и Интернет-провайдерам магистральные цифровые каналы связи. Компания является оператором крупной волоконно-оптической магистральной цифровой сети связи (МЦСС) протяжённостью более 75 тыс. км. МЦСС проложена вдоль железных дорог России, имеет более 1000 узлов доступа во всех регионах страны, где сосредоточены основные производственные ресурсы. Фактически МЦСС охватывает всю густонаселенную территорию России, соединяя западные и восточные границы. При этом сама сеть находится в собственности ОАО «РЖД», «Транстелекому» принадлежит только оборудование.

### Широкополосный доступ в Интернет и кабельное телевидение
«Транстелеком» оказывает услуги широкополосного доступа в Интернет (ШПД) и кабельного телевидения (КТВ), выходя на рынок в населённых пунктах, удалённых от магистральной сети компании (то есть железной дороги) не далее чем на 25 км. По итогам 2018 года абонентская база компании по услугам ШПД составляла 1,8 млн абонентов.

### Интерактивное ТВ
В первом квартале 2017 года ТТК начал предоставлять услуги интерактивного телевидения. Интерактивное ТВ позволяет смотреть телеканалы в высоком качестве и управлять эфиром, используя функции перемотки, паузы и просмотра завершившихся программ.
Для подключения необходимо приобрести ТВ-приставку. Абонентам ТТК доступны для подключения стандартные и дополнительные тематические пакеты телеканалов.
Интерактивное телевидение от ТТК доступно в 142 городах России, например, в Нерюнгри, Якутск, Хабаровск, Печора, Южно-Сахалинск, Красноярск, Краснокаменск, Абакан, Улан-Удэ, Чита, Ангарск, Иркутск, Владимир, Самара, Саров, Саранск, Стерлитамак, Ульяновск, Батайск, Волгодонск, Таганрог, Краснодар, Ростов-на-Дону, Сосногорск, Балтийск, Калининград, Ухта, Сыктывкар, Иваново, Ярославль, Донской, Узловая, Новомосковск, Рязань, Комсомольск-на-Амуре, Рыбинск, Инта, Усинск, Ачинск, Зеленогорск, Бородино, Заозерный, Усолье-Сибирское, Лесосибирск, Оренбург, Тобольск, Смоленск, Лиски, Россошь и Десногорск, Томари, Невельск, Корсаков, Долинск, Поронайск и Холмск.

### Мобильная связь TTK Mobile
Летом 2017 года ТТК запустил собственного мобильного оператора ТТК Mobile по модели MVNO с использованием инфраструктуры Tele2. Первыми абонентами стали жители Ростовской области и Краснодарского края.
Абонентам TTK Mobile предоставляются: мобильный Интернет, сотовая связь и SMS.
В настоящее время мобильный оператор доступен также на территории Челябинской и Рязанской области, Кемеровской, Новосибирской области и в Алтайском Крае, в республиках Бурятия и Хакасия. ТТК предлагает абонентам услугу «Единый счёт» — объединение договоров на широкополосный доступ в Интернет, телевидение и договора на мобильную связь.

### ОТТ-сервис
В июле 2017 года Транстелеком запустил собственный OTT-сервис «ТВ без границ». С его помощью телевидение от ТТК с интерактивными функциями могут смотреть абоненты любых провайдеров по всей территории России.

### Показатели деятельности
По итогам 2008 года чистая прибыль компании по МСФО составила 1,9 млрд руб. (против 2,5 млрд руб. в 2007 году). Выручка компании в 2008 году увеличилась на 14 % до 27,5 млрд руб (в 2007 году — 24 млрд руб.). Доходы от оказания услуг связи составили 20,6 млрд руб. (по сравнению с 16,95 млрд руб. в 2007 году). Доля компании в 2008 году на рынке аренды национальных каналов связи составила 37 %, международных каналов — 27 %. В сегменте магистрального доступа в Интернет ТТК по итогам 2008 года занимал 35 %, в сегменте IP VPN — 35 %. Количество абонентов ШПД составило 25 тыс. физических лиц и 3,5 тыс. юридических лиц.
По итогам 2009 года чистая прибыль ТТК по МСФО составила 936 млн руб. (снижение на 50,7 %), выручка — 24,67 млрд руб. (снижение на 10,2 %). Показатель EBITDA по итогам 2009 года составил 3,3 млрд руб. Доходы от оказания услуг связи составили 18,97 млрд руб. На конец 2009 года ТТК оказывал услуги ШПД в 50 городах семи федеральных округов, сети компании охватывали 6,5 тыс. многоквартирных и 2,5 тыс. частных домов. Абонентская база ШПД составила 150 тыс. физических лиц и 7 тыс. юридических лиц. Доля компании в сегменте магистрального Интернет-трафика в 2009 году составила 27 %, в секторе аренды междугородных каналов связи — 33 %, корпоративных IP-сетей — 31 %.
По итогам 2011 года чистая прибыль ТТК составила 1 млрд руб. (против убытка в 2010 году в 50 млн руб.). Рентабельность компании увеличилась до 17,5 % (против 12,7 % в 2010 году). Показатель OIBDA вырос на 31 % по сравнению с 2010 годом и составил 4,3 млрд руб. Выручка снизилась на 5 % и составила 24,8 млрд руб., операционные расходы снизились на 10 %. Чистый долг по состоянию на 31 декабря 2011 года составил 7,0 млрд руб., его соотношение с показателем OIBDA — 1,6. Абонентская база ШПД увеличилась по сравнению с концом 2010 года на 134 % и составила 433 тыс. абонентов. Компания оказывает услуги в 105 российских городах.
По итогам 2012 года выручка составила 27,1 млрд рублей, увеличившись на 9 % по сравнению с 2011 годом. Показатель OIBDA вырос на 10 % и составил 4,8 млрд рублей. Рентабельность по OIBDA увеличилась до 17,7 % против 17,5 % в 2011 году. Чистая прибыль по итогам 2012 года составила 0,7 млрд рублей. Инвестиции составили 8,6 млрд рублей (32 % от выручки). Долг по состоянию на 31 декабря 2012 года составил 11,9 млрд рублей. Соотношение долга к показателю EBITDA составило 2,47. Розничная абонентская база ТТК увеличилась по сравнению с концом 2011 года на 144 % и составила 1,05 млн абонентов.
По итогам 2013 года выручка составила 27,4 млрд рублей, увеличившись на 1 % (27,1 млрд рублей в 2012 году). Показатель OIBDA увеличился на 15 % и составил 5,2 млрд рублей (4,5 млрд рублей в 2012 году). Рентабельность по OIBDA увеличилась до 18,9 %. Чистая прибыль составила 0,1 млрд рублей. Инвестиции составили 7,3 млрд рублей (27 % от выручки). Долг по состоянию на 31 декабря 2013 года составил 17,1 млрд рублей. Розничная абонентская база ТТК увеличилась на 44 % по сравнению с результатом 2012 года. Количество городов розничного проекта ТТК выросло до 226. Технический охват сетей доступа ТТК увеличился на 1,6 млн до уровня 6 млн домохозяйств.
C момента запуска услуги ШПД оператор ежеквартально показывает положительную динамику изменения абонентской базы, например, по состоянию на второй квартал 2016 года «Транстелеком» вошёл в первую тройку рейтинга ШПД-операторов по абсолютному приросту абонентской базы. По мнению Fitch Ratings, абонентская база ТТК обеспечивает компании прибыльный розничный бизнес, а снижение объёма инвестиций других операторов в развитие собственных магистральных сетей должно защитить выручку ТТК в данном сегменте как минимум до 2018—2019 года.

## Структура
До 2014 года дочерние компании Транстелеком располагались в пределах полигонов 18 железных дорог ОАО «РЖД».
В 2014 году прошла первая волна присоединения 23 дочерних обществ и на их базе создано 24 филиала. В 2016 проведена работа по оптимизации структуры и укрупнению филиалов Компании. В настоящий момент Компания имеет 8 Макрорегиональных филиалов, 2 Региональных и представительство в Китайской Народной Республике.
В 2019 году к Компании было присоединено ещё 4 дочерних общества, которые вошли в состав действующих филиалов:
| № | Филиал АО «Компания Транстелеком» | Город управления |
| - | --------------------------------- | ---------------- |
| 1 | Макрорегион Дальний Восток        | Хабаровск        |
| 2 | Макрорегион Сибирь                | Красноярск       |
| 3 | Макрорегион Западная Сибирь       | Новосибирск      |
| 4 | Макрорегион Урал                  | Екатеринбург     |
| 5 | Макрорегион Верхневолжский        | Нижний Новгород  |
| 6 | Макрорегион Север                 | Ярославль        |
| 7 | Макрорегион Кавказ                | Ростов-на-Дону   |
| 8 | Макрорегион Центр                 | Воронеж          |

Компания ведет деятельность на рынке слияний и поглощений. В частности, до 2013 года она приобрела следующих Интернет-провайдеров:
- «Дартел»[85];
- «Трон-плюс» (торговая марка Vzletka.net)[86];
- «Информтек»[87];
- «Ивтелеком», «Дельта телеком» и «Центр информационных технологий» (торговая марка Like)[88];
- «Дарс-АйПи» (торговая марка DARS Telecom)[89];
- «Электро-ком» (торговая марка «Спарк»)[90];
- «Магинфо» (http://www.mgn.ru/news/news26092013).
- «ТелеСот» (г. Оренбург)[91]

ТТК владеет 74,999 % акций одного из крупнейших в России производителей оптоволоконного кабеля — компании «ТРАНСВОК».

## Спонсорская деятельность
С 2008 года «Транстелеком» являлся титульным спонсором Суперкубка России по футболу. С ноября 2009 года по 2019 год «Транстелеком» являлся владельцем около 95 % акций ФК Локомотив.

## Награды
2008
- Вице-президент компании ТТК Виктор Пярин стал лауреатом 7-й Профессиональной премии в области информационной безопасности «Серебряный кинжал»

2012
- Серебряный лауреат международной профессиональной награды в области построения брендов — премии «Брэнд года /EFFIE 2011» в номинации «Высокотехнологические товары и услуги»[96]

2014
- Лауреат премии публичной активности «Лучшие в России» в номинации «Компании — ИТ и телеком»[97]

2019
- Награда «Network and Resources Cooperation Awards» от китайской телекоммуникационной компании «China Unicom Global»[98]

2020
- Проекты Транстелекома вышли в финал международной премии CX World Award[99]

2023
- Проект ТрансТелеКома, реализованный для ОАО «РЖД», стал финалистом конкурса «Хрустальная гарнитура»[100]

2024
- Компания «ТТК-Датацентр» группы компаний ТрансТелеКом стала победителем премии «Digital leaders awards» в номинации «Импортозамещение. Проект года».[101]
- Лауреат премии «Провайдер года 2024» в номинации «Самые стабильные цены»[102]